# نقره سولفید
نقره سولفید (به انگلیسی: Silver sulfide) با فرمول شیمیایی Ag۲S یک ترکیب شیمیایی است. که جرم مولی آن ۲۴۷٫۸ g/mol می‌باشد. شکل ظاهری این ترکیب، پودر بلورین سیاه است.